# Bispbergshyttan, Kalarbo en Hällbo
Bispbergshyttan, Kalarbo en Hällbo (Zweeds: Bispbergshyttan, Kalarbo och Hällbo) is een småort in de gemeente Säter in het landschap Dalarna en de provincie Dalarnas län in Zweden.Het småort heeft 78 inwoners (2005) en een oppervlakte van 21 hectare. Eigenlijk bestaat het småort uit drie plaatsjes Bispbergshyttan, Kalarbo en Hällbo.